# Трёдссон, Ингегерд
Ингегерд Трёдссон (швед. Ingegerd Troedsson, урождённая Седерлёф, Cederlöf; 5 июня 1929, Стокгольм — 3 ноября 2012, Уппсала) — шведский политический деятель. Член Умеренной коалиционной партии. Спикер риксдага (1991—1994), первая женщина на этой должности. Министр здравоохранения в министерстве социальных дел Швеции (1976—1978). Депутат риксдага (1976—1994).

## Биография
Родилась 5 июня 1929 года в Стокгольме. Отец — офицер Эмиль Седерлёф (Emil Cederlöf; 1891—1981), мать — Герд Вибом (Gerd Wibom; 1899–1966).
По итогам парламентских выборов 1974 года впервые избрана депутатом риксдага в округе Уппсала. Являлась депутатом риксдага до 3 октября 1994 года.
В 1979 году избрана заместителем спикера риксдага. После парламентских выборов 1991 года, на которых Умеренная коалиционная партия одержала победу, 30 сентября 1991 года избрана спикером риксдага, став первой женщиной на этом посту. Находилась в должности до 3 октября 1994 года, когда после следующих выборов её сменила социал-демократ Биргитта Даль.
В 1976—1978 годах была министром здравоохранения в министерстве социальных дел в правительстве под руководством премьер-министра Турбьёрна Фельдина.
После отставки Ульфа Адельсона, возглавлявшего партию умеренных в 1981–1986 годы, вытсавила кандидатуру на выборах нового лидера партии, но проиграла Карлу Бильдту. Была избрана заместителем лидера партии и занимала этот пост до 1993 года.
В декабре 2006 года объявила, что больше не является членом Умеренной коалиционной партии.
На пенсии участвовала в исследовании битвы при Гестилрене 17 июля 1210 года, результатом которого стала книга Striden i Gestilren 1210. Varför? Vad hände? Och sen då?, опубликованная в 2009 году под редакцией Ингегерд Трёдссон.
Умерла 3 ноября 2012 года.

## Личная жизнь
В 1949 году вышла замуж за геолога и почвоведа Трюггве Трёдссона (Tryggve Troedsson; 1923—2010).